# Nur (sufismo)
Nur o Nur Islam è ciò che unisce l'essenza alla conoscenza nel Sufismo. La parola in sé significa luce dell'islam. Ogni particella di luce che è riflessa dallo "specchio del cuore" rimanda a una conoscenza spirituale specifica a seconda del colore.
Nur è la luce spirituale di una persona. Emana principalmente dalla fronte, ma può circondare tutto il corpo. La spiritualità di una persona può essere giudicata dal Nur che emana. Nur discende dal cielo, raggiungendo la Kabatulallah alla Mecca. Da qui è distribuita su tutti i Masaajid. Qui si manifesta in coloro che sono spiritualmente predisposti.